# Lee Min-hee
Dans ce nom coréen, le nom de famille,  Lee , précède le nom personnel.
Lee Min-hee, née le 4 février 1980, est une handballeuse internationale sud-coréenne évoluant au poste de gardienne.
Avec l'équipe de Corée du Sud, elle participe aux Jeux olympiques d'été de 2008 où elle remporte une médaille de bronze.

## Palmarès
- Jeux olympiques d'été
  -  aux Jeux olympiques de 2008 à Pékin,  Chine